# Bartolomeo Rabaliatti

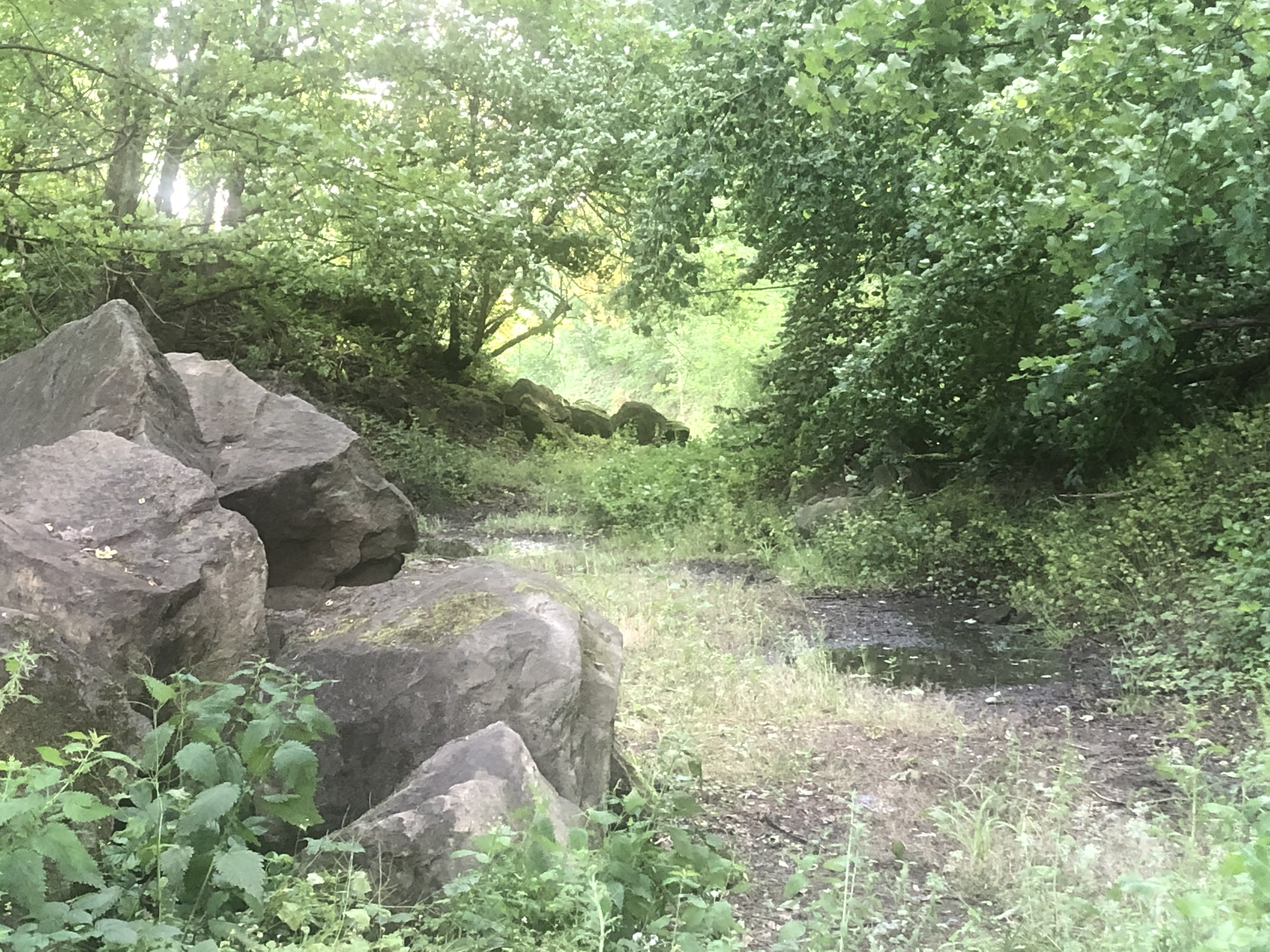
Alter Steinbruch (Rüthen, Bruchstraße) – aus diesem dürfte Rabaliatti sein Rohmaterial bezogen haben

Vincentius Bartholomäus Rabaliatti (* im 17. Jahrhundert in der Provinz Ferrara, Italien; † 1723 in Rüthen) war ein aus Italien zugezogener westfälischer Steinmetz, der unter anderen am Bau westfälischer Schlösser mitwirkte.

## Leben
Rabaliatti, Vater von Franz Wilhelm Rabaliatti, kam um 1703 aus der Gegend von Ferrara ins westfälische Rüthen, „das in dem Bauboom nach dem Dreißigjährigen Krieg durch die Sandsteinbrüche zu einem Eldorado für Steinmetze und Bildhauer wurde.“ Er erwarb in Rüthen das Bürgerrecht. Da er aber wohl (noch) unvermögend war, konnte er sofort nur das Emmergeld und eine erste Rate des Bürgergeldes aufbringen.
Am 21. Juli 1703 wurde Rabaliatti mit Catharina Röper aus Rüthen getraut. Im Trauregister ist auch sein Herkunftsort explizit genannt: „Casel provincia ferrariensis.“ Aus dieser Ehe hatte Rabaliatti vier Kinder, einen Sohn Johann Anton (* 17. Februar 1710) und drei Töchter: Dorothea Elisabeth (* 1. April 1704), Catharina Elisabeth (* 28. April 1706) und Anna Elisabeth (* 8. Dezember 1707).
Nach dem Tode seiner Frau, schloss Rabaliatti eine zweite Ehe mit Elisabeth Hartmann, Tochter des Steinhauers Wolfgang Engelsberger. Aus dieser zweiten Ehe stammen weitere vier Söhne und eine Tochter: Caspar Theodor (17. November 1711), Franz Wilhelm (16. Januar 1714), Ernst Joseph (17. April 1719), Francisca Theresia (* 22. Juli 1721) und Johannes Antonius (* 10. August 1723).
Als Steinmetz war Rabaliatti unter anderen an der Entstehung von Schloss Erpernburg (bei Brenken), Schloss Körtlinghausen, Wasserschloss Herringhausen und Schloss Herdringen beteiligt.